# 王传纶
王传纶（1922年—2012年9月13日），男，汉族，江苏苏州人，中国财政金融学家、教育家，曾任中国人民大学教授，第六、七、八届全国政协委员。